# 阿納尼伊夫區

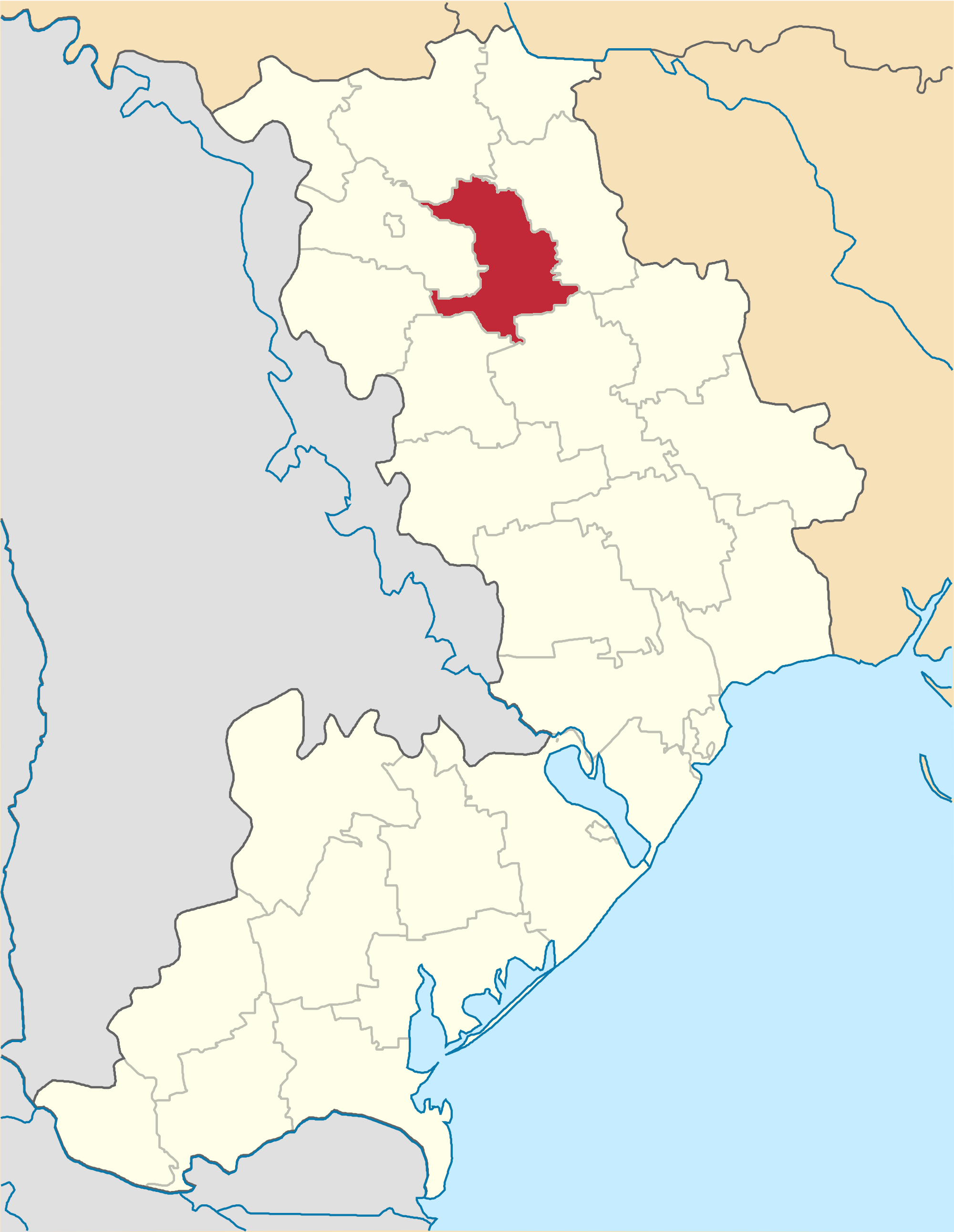
撤销前阿納尼伊夫區在敖德萨州的位置

阿納尼伊夫區（烏克蘭語：Ананьївський район），曾是烏克蘭的一個區，位於該國西南部，由敖德薩州負責管轄，首府設於阿納尼伊夫，面積1,105平方公里，2013年人口27,545，人口密度每平方公里24.93人。
该区在2020年7月18日的乌克兰行政区划改革中被撤销，改革后敖德萨州下分为7个区，阿納尼伊夫區合并至波季利斯克区。